# Jarosław Rabczenko
Jarosław Krzysztof Rabczenko (ur. 28 czerwca 1978 w Legnicy) – polska samorządowiec i urzędnik, w latach 2018–2021 przewodniczący rady miejskiej Legnicy, od 2024 członek zarządu województwa dolnośląskiego VII kadencji.

## Życiorys
Syn Marka i Lucyny. Absolwent V Liceum Ogólnokształcącego im. Jana Heweliusza w Legnicy oraz politologii na Uniwersytecie Wrocławskim. Kształcił się w zakresie zarządzania firmą na Uniwersytecie Ekonomicznym we Wrocławiu oraz na studiach MBA in Community Management na Uniwersytecie Ekonomicznym w Krakowie. W latach 2003–2016 zatrudniony w Agencji Rozwoju Regionalnego Arleg, m.in. do 2015 na stanowisku prezesa. Następnie podjął własną działalność gospodarczą. Pracował także na stanowiskach kierowniczych w spółkach prawa handlowego. Zasiadał w zarządzie Towarzystwa Miłośników Legnicy „Pro Legnica”.
Zaangażował się w działalność polityczną w ramach Platformy Obywatelskiej, został wiceprzewodniczącym jej legnickich struktur. W 2014 i 2018 wybierany do rady miejskiej Legnicy, od 2018 do lipca 2021 kierował jej pracami. W 2018 ubiegał się o prezydenturę Legnicy, przegrywając w drugiej turze z Tadeuszem Krzakowskim (zdobył 35% głosów). W 2024 zdobył mandat radnego sejmiku dolnośląskiego]. 21 maja 2024 powołany na stanowisko członka zarządu województwa dolnośląskiego.
Działał jako gitarzysta w amatorskich zespołach muzycznych.